# Pomme Meffre
 (janvier 2012).
Si vous disposez d'ouvrages ou d'articles de référence ou si vous connaissez des sites web de qualité traitant du thème abordé ici, merci de compléter l'article en donnant les références utiles à sa vérifiabilité et en les liant à la section « Notes et références ».
Pomme Meffre, née à Lion-en-Sullias le 6 décembre 1933, est une réalisatrice française. Elle est l'épouse du comédien, peintre et écrivain Armand Meffre.

## Biographie
Après une longue expérience au théâtre en tant qu'administratrice et avoir collaboré avec, en particulier, des metteurs en scène comme Michel Fagadau, Jean-Pierre Vincent, Patrice Chéreau, Micheline et Lucien Attoun, ou Peter Brook, elle est initiée au cinéma par René Allio avec qui elle travaille sur Retour à Marseille en 1980, après avoir assisté le réalisateur à la mise en place et au fonctionnement du Centre méditerranéen de création cinématographique à Vitrolles. En 1982, elle écrit son premier scénario, Le Boulanger de Bonifacio, dont le personnage central, Solange, une caissière de théâtre qui a perdu son emploi, cherche à retrouver un de ses anciens amours en Corse. Pomme Meffre réalise le film qui deviendra Le Grain de sable avec Delphine Seyrig dans le rôle principal. Le thème du film, qui traite du chômage à une époque où il devient un réel phénomène de société, a eu un véritable écho en France, où il a concouru au Festival de Cannes dans la compétition "Perspectives du cinéma français". Aux États-Unis, Il est encore aujourd'hui un élément d'études dans plusieurs universités américaines. En 1995, elle tourne son deuxième film, Péché Véniel, péché mortel, ayant pour thème la sortie de l'enfance confrontée à la découverte de la sexualité. L'histoire de Céline, petite fille dans l'immédiate après-guerre, sera aussi l'objet d'un roman publié au Castor Astral.

## Filmographie
- 1983 : Le Grain de sable

## Distinctions
- Festivals
- 1986
  - Chicago
- 1985
  - Tunis (tunisie)
  - Salerne (Italie)
- 1984
  - Cadix (Espagne)
  - Munich (ex-RFA)
  - Vienne (autriche)
  - Bruxelles (Belgique)
- 1983
  - Mannheim (ex-RFA)
  - Bastia
  - Avignon
  - Prades
  - Lussas
- Festival de Cannes 1983 (Perspectives du cinéma français)

- Le Grain de sable a été présenté dans les centres culturels et les cinémathèques d'Italie, d'Algérie, des États-Unis, et en 1986 dans quatre villes de Chine.

## Le Grain de sabledans la presse
- « Delphine Seyrig qu'on a peine à reconnaître tant son jeu diffère des rôles dont elle nous avait jusqu'ici donné l'habitude et qui a trouvé en Pomme Meffre, une nouvelle venue à la réalisation, un metteur en scène à sa taille. » Le Matin de Paris[source insuffisante]
- « Ce film dégage un charme. Ses images continuent de vous habiter. Et plus on y pense, plus on l'aime. » Télérama[source insuffisante]
- « Sublime, Delphine Seyrig rend inoubliable ce portrait de femme. Pomme Meffre signe là un premier film criant de vérité. » Paris-Match[source insuffisante]
- « Le Grain de sable est un beau film qui existe et mérite d'exister. » Révolution[source insuffisante]
- « Film intimiste et pointilliste, Le Grain de sable est un film constamment attachant que Delphine Seyrig porte au maximum de son pouvoir de séduction, voire d'envoûtement. » La Croix[source insuffisante]

## Péché véniel, péché mortel(1995)
avec M. Feuillanbois : Philippe Adrien, la mère Bonin : Brigitte Roüan, Grand-mère Lola : Isabelle Sadoyan, Le récitant : Nini Crepon, Muguette : Charlotte François, Producteur : Hugues Desmichelle, Scénariste : Pomme Meffre, Compositeur : Jean-Pierre Stora, Compositeur : Georges Rabol, Chef décorateur : Gisèle Cavali, Chef costumier : Nicole Bize, Chef monteuse : Françoise Garnault-Berger, Chef opérateur : Guy Chabanis, Directeur du son : Pascal Ribier, Distribution :  Production Desmichelles. 

Le film obtient le prix Don Quichotte au Festival international de cinéma de Figueira da Foz en 1994.

## Péché véniel, péché morteldans la presse
- « Les menus événements de la vie d’un village, les sensations et les sentiments de l’enfant, qui ont la fraicheur acide d’un fruit cueilli sur l’arbre, à peine mûr. » Le Figaroscope[source insuffisante]
- « Un superbe sujet de comédie, grinçant, immoral, vicieux, et à ce titre, évidemment recommandable. » Le Nouvel Observateur[source insuffisante]
- « Est-il vraiment étonnant que l’auteur de ce film frais et troublant porte le nom du fruit défendu… » Première[source insuffisante]
- « Tout est simple, naturel, allusif, paisible, volatil, raconté avec tact et un brin d’humour qui exclut toute perversité… » Le Figaro[source insuffisante]
- « Il ne s’agit pas d’un film sur l’enfance mais sur le plaisir féminin, sur ce passage de l’enfance à la femme, cette métamorphose intérieure, définitive, invisible… » La Marseillaise[source insuffisante]

### Au sujet du livre
« Avec ce récit tout de fraîcheur et d’anecdotes savoureuses, Pomme Meffre s’attaque à un très fort tabou. L’immoral n’est pas que la fillette s’offre à plaisir, mais qu’elle le raconte et proclame ce « crime » comme un bonheur. Chaque mot, ici, semble faire scandale. Scandale de dire l’interdit. Scandale d’en jouir ligne par ligne ; double scandale : Péché véniel..Péché mortel… est un livre et aussi un film. » Gérard Mordillat[réf. nécessaire]